# 코이아이케
코이아이케(Coyhaique)는 칠레 아이센델헤네랄카를로스이바녜스델캄포 주의 주도이다. 면적은 7,290.2km2, 인구는 50,041(2002)이다.